# Topcoureur
Topcoureur is een tweedelig hoorspel van Anton Quintana. De VARA zond het uit op woensdag 10 en 17 april 1974, van 16:03 uur tot 16:40 uur. De regisseur was Ad Löbler.

## Rolbezetting
- Hans Karsenbarg (Tony Farrel)
- Gerrie Mantel (zijn vrouw Lilian)
- Hans Veerman (zijn teamgenoot François Hellman)
- Dries Krijn (zijn manager)
- Broes Hartman (de monteur Gijs)
- Huib Orizand (Clark, een fabrikant)
- Cees van Ooyen (Simon, de chef-monteur)
- Joop van der Donk (Phil, een veteraan-coureur)
- Reinoud Anders & Donald de Marcas (verdere medewerkenden)

## Inhoud
- Deel 1: Tony Farrel knutselde als jongen al graag aan auto's. Nu is hij Formule 1-rijder. Zijn beroep brengt de nodige spanningen en risico's met zich mee, brengt hem ook in een soort isolement. "Je bent pathetisch geworden," verwijt zijn vrouw Lilian hem. "Je wilt met alle geweld winnen en je verliest. Je wint op het veld, dat wel, maar waar zijn je oude vrienden? Waar zijn je vrienden van vroeger? Je bent zo’n streber geworden." Er ontstaat een verwijdering tussen Tony en Lilian. Het moment breekt aan waarin ze hen vertelt dat ze er genoeg van heeft. Tony blijft rijden. Tijdens een van zijn wedstrijden verongelukt zijn vriend François Hellman, ook een topcoureur. Alle coureurs op het circuit minderen gas, alleen Tony blijft doorscheuren. Daardoor kan de reddingsploeg niet op de baan komen. Tony houdt vol dat hij het niet gezien heeft…
- Deel 2: "Emoties kan een coureur niet gebruiken, als hij vlekkeloos wil rijden," zegt de oude fabrikant Clark tegen hem als hij hem opzoekt na de wedstrijd.. Hij voelt zich aangetrokken door Farrels houding die door bleef rijden, terwijl het ongeluk op de baan was gebeurd. "Emotie is het tegengestelde van controle," vervolgt hij. "Ik neem alleen coureurs in dienst die zichzelf en hun machine volmaakt onder controle hebben. Jij hebt blijk gegeven dat je je niet door gevoelens laat leiden. Jij hebt alle kwaliteiten die een goed coureur moet bezitten." Clark probeert hem over te halen in zijn  nieuwste raceauto, met een hypermodern koelsysteem te rijden. Tony voelt er aanvankelijk wel voor; de condities zijn uiterst aantrekkelijk. Wanneer hij echter het koelsysteem aan een nauwkeurig onderzoek onderwerpt, blijkt er toch iets mis te zijn. Tony zegt tegen de monteur: "Als je denkt, Simon, dat ik de baan op ga met een linke wagen, om mezelf te barsten te rijden voor de glorie van Clark, dan heb je het goed mis." Terwijl hij zich in een moeilijke periode in zijn coureursloopbaan bevindt, neemt Lilian, zijn vrouw die bij hem weg is gegaan, weer contact met hem op. Dat blijkt van doorslaggevende betekenis…